# Maturano (vitigno)
Il Maturàno è un antico vitigno italiano a bacca bianca, originario della Val di Comino nel Lazio (provincia di Frosinone).
Poco conosciuto e di recente recupero grazie a un progetto dell'ARSIAL (Agenzia Regionale per lo Sviluppo e l'Innovazione dell'Agricoltura nel Lazio) è attualmente coltivato da un numero ristretto di produttori.
Il vino ricavato è di colore giallo paglierino con riflessi dorati e con note di frutta tropicale. Al palato emergono note erbacee e marcatamente minerali.

## Caratteristiche morfologiche
- Grappolo di forma conica, medio, compatto, talvolta alato
- Acino rotondo e grande, di colore giallo carico, con buccia consistente ricca di pruina
- Foglia grande con tre o cinque lobi a seconda dei cloni.

## Denominazioni vinificate
Il mosto è utilizzato per la produzione di questi vini bianchi:
- Civitella d'Agliano IGT
- Colli Cimini IGT
- Frusinate IGT
- Lazio IGT